# Okręg Alba
Alba (węg. Fehér) – okręg w Rumunii, położony w Siedmiogrodzie, w regionie Centralnym, ze stolicą w mieście Alba Iulia. Powiatem partnerskim dla okręgu w Polsce jest Powiat bialski. Okręg Alba graniczy okręgami Bihor, Kluż, Marusza, Sybin, Vâlcea, Hunedoara i Arad.
W 2011 roku liczył 342 376 mieszkańców. Okręg ma powierzchnię 6242 km², a w 2002 gęstość zaludnienia wynosiła 61 osób/km².

## Struktura narodowościowa
Według spisu ludności z roku 2011 okręg Alba zamieszkiwały następujące narodowości:
- Rumuni - 85,2%
- Węgrzy - 4,34%
- Romowie - 4,17%
- Niemcy - 0,213%
- Włosi - 0,020%
- Turcy - 0,007%
- Żydzi - 0,006%
- Ukraińcy - 0,005%
- Rosjanie - 0,004%
- Czangowie - 0,004%

## Gminy miejskie i miasta
- Abrud
- Aiud
- Alba Iulia
- Baia de Arieș
- Blaj
- Câmpeni
- Cugir
- Ocna Mureș
- Sebeș
- Teiuș
- Zlatna

## Gminy
- Albac
- Almașu Mare
- Arieșeni
- Avram Iancu
- Berghin
- Bistra
- Blandiana
- Bucerdea Grânoasă
- Bucium
- Câlnic
- Cenade
- Cergău
- Ceru-Băcăinți
- Cetatea de Baltă
- Ciugud
- Ciuruleasa
- Crăciunelu de Jos
- Cricău
- Cut
- Daia Română
- Doștat
- Fărău
- Galda de Jos
- Gârbova
- Gârda de Sus
- Hopârta
- Horea
- Ighiu
- Întregalde
- Jidvei
- Livezile
- Lopadea Nouă
- Lunca Mureșului
- Lupșa
- Meteș
- Mihalț
- Mirăslău
- Mogoș
- Noșlac
- Ocoliș
- Ohaba
- Pianu
- Poiana Vadului
- Ponor
- Poșaga
- Rădești
- Râmeț
- Rimetea
- Roșia de Secaș
- Roșia Montană
- Sălciua
- Săliștea
- Săsciori
- Sâncel
- Sântimbru
- Scărișoara
- Stremț
- Sohodol
- Șibot
- Șona
- Șpring
- Șugag
- Unirea
- Vadu Moților
- Valea Lungă
- Vidra
- Vințu de Jos